# Nigel Short
Nigel Short es un gran maestro internacional de ajedrez. 
Nació el 1 de junio de 1965 en Leigh (Lancashire, Gran Bretaña).
En noviembre de 2016, en la lista de la FIDE, ocupa el 63.er puesto del mundo con un Elo (sistema de puntuación) de 2679. Además es el 2.º de Gran Bretaña, tras Michael Adams.
El 11 de enero de 1980, a los 14 años, obtuvo el título de maestro internacional.
Short ganó el Campeonato de Gran Bretaña de ajedrez en 1984, 1987 y 1998, y el Campeonato de Inglaterra de ajedrez en 1991.
En 1993 llegó a la final del Campeonato del mundo de ajedrez de la PCA (Professional Chess Association: Asociación Profesional de Ajedrez), venciendo primero al excampeón del mundo Anatoly Karpov y a Jan Timman en sendos encuentros. En la final jugó contra Garry Kasparov y perdió por 12,5 a 7,5.
En 2004 y 2006 venció en el Campeonato de la Commonwealth en Bombay (India).
En 2006, Short se impuso en el Campeonato de la Unión Europea de ajedrez, celebrado en Liverpool (Gran Bretaña).
En 2007, en el 37.º Torneo de Bosnia, disputado en Sarajevo, Short finalizó 5.º con 2 victorias, 3 derrotas y 5 tablas. La clasificación final del torneo quedó como sigue:
| Puesto | Participantes        | Puntos |
| ------ | -------------------- | ------ |
| 1      | Sergei Movsesian     | 6,5    |
| 2      | Borki Predojevic     | 5,5    |
| 3      | Ivan Sokolov         | 5,0    |
| 4      | Alexander Morozevich | 5,0    |
| 5      | Nigel Short          | 4,5    |
| 6      | Artyom Timofeev      | 3,5    |